# How You Remind Me
"How You Remind Me" je prvi singl na albumu rock sastava Nickelback iz 2001., zvanom Silver Side Up. "Zlatni Mix" je napravljen za kasnija izdanja singla s težim gitarama koje su izbačene iz pratnje. Ovaj singl je zadnji rock singl koji je bio broj 1 na Billboard Hot 100 do pjesme "Makes Me Wonder" sastava Maroon 5 šest godina kasnije.

## Kritike
Sastav je kritiziran jer su u pjesmi koristili sličnu melodiju kao u kasnijoj pjesmi Someday. Pjesma ima i isti "yeah, yeah" dio kao i pjesma "Miserable" sastava Lit. Lit je znao kombinirati dvije pjesme uživo na koncertima.

## Ljestvice i nagrade
Single je pušten te godine, i dosegao je vrh Billboard Vrućih 100 ljestvice singlova u SAD-u u 4 tjedna, posljednji rock sastav koji je to uspio prije šestogodišnje stanke, do pjesmeMakes Me Wonder benda Maroon 5 Makes Me Wonder, a 13 tjedana bio je na vrhu i Mainstream i Modern Rock ljestvica.  Izvan SAD-a, pjesma je postala svjetski hit, bila je broj četiri na UK Singles Chart, i broj jedan na Irish Singles Chart.  Zbog visoke prodaje Billboard magazin izabrao ga je za najbolji singl 2002. U UK, iako nije bio prvi na ljestvicama, "How You Remind Me" je ostao među prvih 20 3 mjeseca. Druga dva singla s albuma Silver Side Up, ("Too Bad", "Never Again"), bili su manji hitovi. Ovo pokazuje kako je uspješan bio singl "How You Remind Me", kada se Silver Side Up prodao u SAD-u u 6 milijuna kopija, kao i 10 milijuna kopija diljem svijeta, najvećim dijelom zahvaljujući "How You Remind Me".
Pjesma je dobila 4 nominacije za nagradu Grammy, 4 Billboard nagrade, 4 Juno nagrade i mnogobrojne radio nagrade.  "How You Remind Me" je bila #1 Najizvođenija Pjesma 2002. u Sjedinjenim Državama, u svim formatima, prema Billboard Monitor.
"How You Remind Me" je bila #1 pjesma na Billboard's 2002 Vrućih 100 Na Kraju Godine Singlova Ljestvici, Vrućih 100 Airplay Track ljestvici i Vrućih Top 40 Track ljestvici.
VH1 je ocijenio pjesmu kao 16. "Balada Najveće Moći (Greatest Power Ballad)".
Pjesma je dobila #36 na Billboard's Top 100 Svih Vremena.

## Glazbeni spot
Uspješni spot za "How You Remind Me" je prikazao Nickelback kako svira na maloj zabavi, a fokus je na ženskoj pripadnici publike. Chad Kroeger je priznao da u početku nije htio malu zabavu, nego veliki koncert; ali ga je ipak zadovoljio završni prikaz videa.
U spotu, Chad Kroeger glumi čovjeka kojega je cura (glumi model Annie Henley) ostavila, a još uvijek ga progoni sjećanje. Još je voli i vidi je svugdje gdje ide. Svuda gdje zamišlja njen dodir, osjeti toplo sjećanje, što se vidi promjenom osvijetljenja u videu. Kako video napreduje, počinje je preboljevati. Na kraju se ona pojavi i moli ga za oprost. On je to cijelo vrijeme želio, ali shvaća da to zapravo nije ono što želi, pa je odbije, a ona je ostavljena slomljenog srca i progonjena uspomenama, kao što je on bio na početku spota.

## Popis pjesama
CD singl
1. "How You Remind Me"
2. "How You Remind Me" (akustična)

CD maxi
1. "How You Remind Me" (zlatni mix) — 3:43
2. "How You Remind Me" (albumska verzija)  — 3:43
3. "How You Remind Me" (akustična verzija) — 3:28

## Certifikacije
| Država     | Certifikacija | Datum              | Certificirano prodaja |
| ---------- | ------------- | ------------------ | --------------------- |
| Australija | 2 x Platinum  | 2001.              | 140,000               |
| Austrija   | Zlatna        | 27. rujna 2002.    | 15,000                |
| Belgija    | Zlatna        | 23. veljače 2002.  | 20,000                |
| Francuska  | Srebrna       | 15. siječnja 2003. | 125,000               |
| Njemačka   | Zlatna        | 2002.              | 150,000               |
| Švicarska  | Zlatna        | 2002.              | 15,000                |
| UK         | Zlatna        | 24. svibnja 2002.  | 400,000               |
| SAD        | Zlatna        | 18. studenog 2005. | 500,000               |

## Ljestvice
| Ljestvice (2002.)                         | Najviše mjesto na ljestvici |
| ----------------------------------------- | --------------------------- |
| U.S. Billboard Hot 100                    | 1                           |
| U.S. Billboard Hot Adult Top 40           | 2                           |
| U.S. Billboard Hot Mainstream Rock Tracks | 1                           |
| U.S. Billboard Hot Modern Rock Tracks     | 1                           |
| U.S. ARC Weekly Top 40                    | 1                           |
| Australian ARIA Singles Chart             | 2                           |
| Austrian Top 75 Singles Chart             | 1                           |
| Belgian (Flanders) Singles Chart          | 2                           |
| Belgian (Wallonia) Singles Chart          | 4                           |
| Canadian Airplay Chart                    | 1                           |
| Danish Singles Chart                      | 1                           |
| Dutch Top 40                              | 17                          |
| Finnish Singles Chart                     | 18                          |
| French SNEP Singles Chart                 | 11                          |
| German Singles Chart                      | 3                           |
| Irish Singles Chart                       | 1                           |
| Italian Singles Chart                     | 14                          |
| New Zealand RIANZ Singles Chart           | 4                           |
| Norwegian Singles Chart                   | 4                           |
| Swedish Top 60                            | 4                           |
| Swiss Singles Chart                       | 3                           |
| UK Singles Chart                          | 4                           |

| Ljestvice kraja godine (2002.)   | Mjesto |
| -------------------------------- | ------ |
| Australian Singles Chart         | 48     |
| Austrian Singles Chart           | 6      |
| Belgian (Flanders) Singles Chart | 17     |
| Belgian (Wallonia) Singles Chart | 56     |
| French Singles Chart             | 98     |
| Irish Singles Chart              | 8      |
| Swiss Singles Chart              | 13     |